# George Sanders
Pour les articles homonymes, voir Sanders.
George Sanders est un acteur britannique, né le 3 juillet 1906 et mort le 25 avril 1972, qui a partagé sa carrière entre le Royaume-Uni et les États-Unis.
Il a remporté l’Oscar du meilleur acteur dans un second rôle pour sa composition de critique raffiné et sarcastique dans Ève de Joseph L. Mankiewicz.

## Biographie
George Sanders nait à Saint-Pétersbourg dans l'Empire russe, de parents britanniques. En 1917, lors du déclenchement de la Révolution russe, le jeune George a onze ans et la famille rentre en Angleterre.
Avec son frère aîné, il étudie au Brighton College, une école privée de Brighton. Après son diplôme, il travaille dans une agence de publicité, où Greer Garson, une secrétaire aspirante actrice, lui suggère de devenir acteur. Son frère, qui lui ressemble beaucoup, devient lui aussi, sous le nom de Tom Conway, un acteur de cinéma et lui succède dans le rôle de The Falcon dans The Falcon's Brother en 1942. Ils jouent aussi tous les deux dans Death of a Scoundrel (en) (1956). Ils interprètent des frères dans les deux films.
De 1939 à 1941, il incarne cinq fois au cinéma le personnage de Simon Templar, qui ne lui apporte pas la notoriété qu'aura plus tard à la télévision Roger Moore. On se souvient de son personnage cynique de Jack Favell, cousin de Rebecca dans le film d'Alfred Hitchcock.
L'élégance de sa silhouette, sa voix grave, son sourire à la fois discret et railleur et sa diction parfaite — du moins conforme aux critères de l'époque pour un Britannique bien élevé, c'est-à-dire en aucun cas identifiable à une région, mais traduisant son appartenance aux classes sociales supérieures — l'orientent tout naturellement vers des rôles de séducteur, souvent sans scrupules et plutôt snobs et cyniques.[réf. nécessaire]
Albert Lewin lui donne ses plus grands rôles : celui de Lord Henry Wotton, ami du peintre de Dorian Gray (Hurd Hatfield) dans Le Portrait de Dorian Gray, drame fantastique américain d'après le roman d'Oscar Wilde, sorti en 1945, puis, en 1947, celui du cynique Bel-Ami dans Bel-Ami d'après Guy de Maupassant.

Sanders, qui a si souvent incarné au cinéma les gentlemen au flegme tout britannique et à l’esprit cynique, se suicide le 25 avril 1972 en Catalogne dans sa chambre d'hôtel à Castelldefels, au sud de Barcelone, en ingérant un cocktail de Nembutal et de vodka pour abréger les souffrances d’une longue maladie. Il laisse ce mot pour expliquer son geste : 

« Je m’en vais parce que je m’ennuie. Je sens que j’ai vécu suffisamment longtemps. Je vous abandonne à vos soucis dans cette charmante fosse d’aisance. Bon courage. »

### Vie privée
En 1940, Sanders épouse Susan Larson (1910-1981), dont il divorce en 1949.
De 1949 à 1954, il est marié à l’actrice hongroise Zsa Zsa Gabor, divorcée de Conrad Hilton. En 1956 Sanders et Gabor jouent dans Death of a Scoundrel (en).
Il se remarie ensuite avec l’actrice Benita Hume, veuve de l’acteur Ronald Colman, de 1959 jusqu’à la mort de celle-ci en 1967, puis avec Magda Gabor, la sœur aînée de sa deuxième femme, mais le mariage ne dure que six semaines. C’est à cette époque qu’il commence à s’adonner à la boisson.[réf. nécessaire]

## Filmographie

### Cinéma
- 1934 : Love, Life and Laughter de Maurice Elvey : le chanteur dans le bar
- 1936 : Les Mondes futurs (Things to come) de William Cameron Menzies : un pilote (non crédité)
- 1936 : L'Homme qui trompait la mort (The Man Who Could Work Miracles) de Lothar Mendes : l'indifférence
- 1936 : Dishonour Bright de Tom Walls : Lisle
- 1936 : Find the Lady de Roland Grillette : Curly Randall
- 1936 : Strange Cargo de Lawrence Huntington : Roddy Burch
- 1936 : Le Pacte (Lloyd's of London) de Henry King : Lord Everett Stacy
- 1937 : L'Amour en première page (Love Is News) de Tay Garnett : Comte André de Guyon
- 1937 : Le Dernier Négrier (Slave Ship) de Tay Garnett : Gaucher
- 1937 : The Lady Escapes d'Eugene Forde : René Blanchard
- 1937 : Amour d'espionne (Lancer Spy) de Gregory Ratoff : Baron Kurt von Rohback / Lieut. Michael Bruce
- 1938 : Quatre Hommes et une prière (Four Men and a Prayer) de John Ford : Wyatt Leigh
- 1938 : Concession Internationale (International Settlement) d'Eugene Forde : Del Forbes
- 1939 : Mr. Moto's Last Warning de Norman Foster : Eric Norvel
- 1939 : So This is London de Thornton Freeland : Docteur de Reseke
- 1939 : Le Triomphe de l'amour (The Outsider) de Paul L. Stein : Anton Ragatzy
- 1939 : The Saint Strikes Back de John Farrow : Simon Templar alias Le Saint
- 1939 : The Saint in London de John Paddy Carstairs : Simon Templar alias Le Saint
- 1939 : Edith Cavell (Nurse Edith Cavell) de Herbert Wilcox : Capitaine Heinrichs
- 1939 : Le Premier Rebelle (Allegheny Uprising) de William A. Seiter : Capitaine Swanson
- 1939 : Les Aveux d'un espion nazi (Confessions of a Nazi Spy) d'Anatole Litvak : Franz Schlager
- 1940 : L'Enfer vert (Green Hell) de James Whale : Forrester
- 1940 : The Saint's Double Trouble de Jack Hively : Simon Templar alias Le Saint / 'Boss' Duke Bates
- 1940 : The Saint Takes Over de Jack Hively : Simon Templar alias Le Saint
- 1940 : Chante mon amour (Bitter Sweet) de W. S. Van Dyke : Baron Von Tranisch
- 1940 : Le Fils de Monte-Cristo (The Son of Monte Cristo) de Rowland V. Lee : Général Gurko Lanen
- 1940 : La Maison aux sept pignons (The House of the Seven Gables) de Joe May : Jaffrey Pyncheon
- 1940 : Rebecca (Rebecca) d'Alfred Hitchcock : Jack Favell
- 1940 : Correspondant 17 (Foreign Correspondant) d'Alfred Hitchcock : Scott Ffolliott
- 1941 : The Saint in Palm Springs de Jack Hively : Simon Templar alias Le Saint
- 1941 : Le Faucon gentleman détective (The Gay Falcon) d'Irving Reis : Gay Laurence alias Le Faucon
- 1941 : Chasse à l'homme (Man Hunt) de Fritz Lang : Major Quive-Smith
- 1941 : La Proie du mort (Rage in Heaven) de W. S. Van Dyke : Ward Andrews
- 1941 : Crépuscule (Sundown) de Henry Hathaway : Major A. L. 'Herbie' Coombes
- 1942 : Le Faucon mène l'enquête (A Date With the Falcon) d'Irving Reis : Gay Laurence alias Le Faucon
- 1942 : Le Retour du Faucon (The Falcon Takes Over) d'Irving Reis : Gay Laurence alias Le Faucon
- 1942 : La Relève du Faucon (The Falcon's Brother) de Stanley Logan : Gay Laurence alias Le Faucon
- 1942 : Le Chevalier de la vengeance (Son of Fury) de John Cromwell : Sir Arthur Blake
- 1942 : Le Cygne noir (The Black Swan) d'Henry King : Capitaine Billy Leech
- 1942 : Six Destins (Tales of Manhattan) de Julien Duvivier : Williams
- 1942 : Her Cardboard Lover de George Cukor : Tony Barling
- 1942 : The Moon and Sixpence d'Albert Lewin : Charles Strickland
- 1942 : Quiet Please, Murder de John Larkin : Jim Fleg
- 1943 : They came to blow up America d'Edward Ludwig : Carl Steelman / Ernst Reiter
- 1943 : Paris à l'aube (Paris After Dark) de Léonide Moguy : Docteur André Marbel
- 1943 : Rendez-vous à Berlin (Appointment in Berlin) d'Alfred Green : Wing Commandant Keith Wilson
- 1943 : Vivre libre (This Land is mine) de Jean Renoir : George Lambert
- 1944 : Jack l'Éventreur (The Lodger) de John Brahm : Inspecteur John Warwick
- 1944 : Intrigue ou Sabotage à Damas (Action in Arabia) de Léonide Moguy : MIchael Gordon
- 1944 : L'Aveu (Summer storm) de Douglas Sirk : Féodor Mikhaïlovitch Petroff
- 1945 : Hangover Square de John Brahm : Docteur Allan Middleton
- 1945 : L'Oncle Harry (The Strange Affair of Uncle Harry) de Robert Siodmak : Harry Quincey
- 1945 : Le Portrait de Dorian Gray (The Picture of Dorian Gray) d'Albert Lewin : Lord Henry Wotton
- 1946 : Scandale à Paris (A Scandal in Paris) de Douglas Sirk : Eugène-François Vidocq
- 1946 : Le Démon de la chair (The Strange Woman) d'Edgar G. Ulmer : John Evered
- 1947 : Bel-Ami (The Private Affairs of Bel Ami) d'Albert Lewin : Georges Duroy
- 1947 : Des filles disparaissent (Lured) de Douglas Sirk : Robert Fleming
- 1947 : L'Aventure de madame Muir (The Ghost and Mrs Muir) de Joseph L. Mankiewicz : Miles Fairley
- 1947 : Ambre (Forever Amber) d'Otto Preminger : Roi Charles II
- 1949 : L'Éventail de Lady Windermere (The Fan) d'Otto Preminger : Lord Robert Darlington
- 1949 : Samson et Dalila (Samson and Delilah) de Cecil B. DeMille : Le Saran de Gaza
- 1950 : Ève (All about Eve) de Joseph L. Mankiewicz : Addison DeWitt
- 1950 : Dernier témoin (Black Jack) de Julien Duvivier et José Antonio Nieves Conde : Mike Alexander
- 1951 : Vendeur pour dames (I Can Get it For You Wholesale) de Michael Gordon : J. F. Noble
- 1952 : Miracle à Tunis (The Light Touch) de Richard Brooks : Félix Guignol
- 1952 : Ivanhoé (Ivanhoe) de Richard Thorpe : De Bois-Guilbert
- 1952 : Aveux spontanés  (Assignment Paris) de Robert Parrish : Nicholas Strang
- 1953 : Appelez-moi Madame (Call Me Madam) de Walter Lang : Général Cosmo Constantine
- 1954 : Voyage en Italie (Viaggio in Italia) de Roberto Rossellini : Alex Joyce
- 1954 : Témoin de ce meurtre (Witness to Murder) de Roy Rowland : Albert Richter
- 1954 : Richard Cœur de Lion (King Richard and the Crusaders) de David Butler : le roi Richard Ier
- 1955 : La Chérie de Jupiter (Jupiter's Darling) de George Sidney : Fabius Maximus
- 1955 : Les Contrebandiers de Moonfleet (Moonfleet) de Fritz Lang : Lord Ashwood
- 1955 : Duel d'espions (The Scarlet Coat) de John Sturges : Docteur Jonathan Odell
- 1955 : Le Voleur du Roi (The King's Thief) de Robert Z. Leonard : Charles II
- 1956 : Si j'épousais ma femme (That certain feeling) de Melvin Frank et Norman Panama : Larry Larkin
- 1956 : Ne dites jamais adieu (Never Say Goodbye) de Jerry Hopper : Victor
- 1956 : La Cinquième Victime (While the City Sleeps) de Fritz Lang : Mark Lovins
- 1956 : Death of a Scoundrel de Charles Martin : Clementi Sabourin
- 1957 : La Passe dangereuse (The Seventh Sin) de Ronald Neame : Tim Waddingont
- 1958 : Le Crime était signé (The Whole Truth) de Dan Cohen et John Guillermin : Carliss
- 1958 : De la Terre à la Lune (From the Earth to the Moon) de Byron Haskin : Stuyvesant Nicholl
- 1959 : Salomon et la Reine de Saba (Solomon and Sheba) de King Vidor : Adonijah
- 1959 : Une espèce de garce (That Kind of Woman) de Sidney Lumet : A.L.
- 1959 : Un brin d'escroquerie (A Touch of Larceny) de Guy Hamilton : Sir Charles Holland
- 1960 : La Dixième femme de Barbe-Bleue (Bluebeard's Ten Honeymoons) de W. Lee Wilder : Henri Landru
- 1960 : Panique à bord (The Last Voyage) d'Andrew L. Stone : Capitaine Robert Adams
- 1960 : Le Village des damnés (Village of the Damned) de Wolf Rilla : Gordon Zellaby
- 1961 : Cone of Silence de Charles Frend : Sir Arnold Hobbes
- 1961 : Cinq Heures payées comptant (Five Golden Hours) de Mario Zampi : Mr. Bing
- 1961 : The Rebel de Robert Day : Sir Charles Brewer
- 1961 : Le Rendez-vous de Jean Delannoy : J.K. / Kellermann
- 1962 : L'Agent secret de Churchill (Operation Snatch) de Robert Day : Major Hobson
- 1962 : Les Enfants du capitaine Grant (In search of the Castaways) de Robert Stevenson : Thomas Ayerton
- 1963 : Les Bijoux du Pharaon (Cairo) de Wolf Rilla : le major
- 1963 : Monde de nuit (Il mondo di notte numero 3) de Gianni Proia : le narrateur
- 1963 : The Cracksman de Peter Graham Scott : le gouverneur
- 1964 : Meurtre par accident (L'Intrigo) de George Marshall et Vittorio Sala : Raymond Fontaine
- 1964 : Quand l'inspecteur s'emmêle (A Shot in the Dark) de Blake Edwards : Benjamin Ballon
- 1964 : The Golden Head de Richard Thorpe et James Hill : Basil Palmer
- 1964 : Dernier avion pour Baalbeck (F.B.I. operazione Baalbeck) de Hugo Fregonese et Marcello Giannini : Prince Makowski
- 1965 : Les Aventures amoureuses de Moll Flanders (The Amorous Adventures of Moll Flanders) de Terence Young : le banquier
- 1965 : La Malle du Caire (Einer spielt falsch) de Menahem Golan : professeur Schlieben
- 1966 : Le Secret du rapport Quiller (The Quiller Memorandum) de Michael Anderson : Gibbs
- 1967 : La Nuit des assassins (Warning shot) de Buzz Kulik : Calvin York
- 1967 : Caccia ai violenti, de Nino Scolaro : Capitaine Walter Phillips
- 1969 : The Candy Man de Herbert J. Leder : Sidney Carter
- 1969 : Les Kidnappeurs (The Body Stealers) de Gerry Levy : Général Armstrong
- 1969 : Le Club des libertins (The best house in London) de Philip Saville : Sir Francis Leybourne
- 1969 : Sumuru, la cité sans hommes (The Girl from Rio) de Jesús Franco : Masius
- 1970 : La Lettre du Kremlin (The Kremlin Letter) de John Huston : Warlock
- 1970 : Rendez-vous avec le déshonneur (Appuntamento col disonore) d'Adriano Bolzoni : Général Downes
- 1972 : Doomwatch de Peter Sasdy : l'amiral / Sir Geoffrey
- 1972 : La Nuit qui ne finit pas (Endless Night) de Sidney Gilliat : Andrew Lippincott
- 1973 : Psychomania de Don Sharp : Shadwell

### Télévision
- 1955 : The 20th Century-Fox Hour (série télévisée), saison 1, épisode 2 A Portrait of a Murder de John Brahm : Waldo Lydecker
- 1956 : The Fort Television Theatre (série télévisée), saison 4, épisode 27 Autumn Fever d'Anton Leader : Jay Rossiter
- 1956 : Le Choix de... (série télévisée), saison 1, épisode 26 The Dream de Hugo Haas : Baron
- 1956 : Le Choix de... (série télévisée), saison 1, épisode 33 The Bitter Waters de John Brahm : Charles Ferris
- 1956 : Studio 57 (série télévisée), saison 3, épisode 8 The Charlatan de John Brahm : Dr. Grissom
- 1958 : Schlitz Playhouse of Stars (série télévisée), saison 7, épisode 24 Night of the Stranger de John Brahm : John York
- 1958 : Studio 57 (série télévisée), saison 4, épisode 20 The Fabulous Oliver Chantry de Roy Del Ruth : Oliver Chantry
- 1962 : Echec et mat (Checkmate) (série télévisée), saison 2, épisode 18 The Sound of Nervous Laughter de Paul Stewart : Richard Gilmore
- 1965 : The Rogues (série télévisée), saison 1, épisode 30 A Daring Step Backward de Lewis Allen : Leonard Carvel
- 1965 : Voyage au fond des mers (Voyage to the Bottom of the Sea) (série télévisée), saison 1, épisode 32 The Traitor de Sobey Martin : Fenton
- 1965 : Des agents très spéciaux (The Man from U.N.C.L.E.) (série télévisée), saison 1, épisode 27 The Gazebo in the Maze Affair et saison 2, épisode 14 The Yukon Affair, d'Alf Kjellin : G. Emory Partridge
- 1966 : Daniel Boone (série télévisée), saison 2, épisode 19 Crisis by Fire de H. Bruce Humberstone : Colonel Roger Barr
- 1966 : Batman (série télévisée), saison 1, épisodes 6 Batman is Riled de Don Weis, 7 Instant Freeze et 8 Rats Like Cheese de Robert Butler : Mister Freeze
- 1970 : Mission Impossible (série télévisée), saison 5, épisode 23 Coup de poker (The Merchant) de Leon Benson : Armand Anderssarian

## Doublage
- 1967 : Le Livre de la jungle (The Jungle Book) de Wolfgang Reitherman : tigre Shere Khan (version originale anglophone)

## Discographie
- The George Sanders Touch: Songs for the Lovely Lady, 1958.

## Publication
- Mémoires d'une fripouille, autobiographie, 1960.

## Distinctions

### Récompenses
- National Board of Review Awards 1940 : Meilleure interprétation dans Rebecca
- National Board of Review Awards 1942 : Meilleure interprétation dans The Moon and Sixpence
- Oscars 1951 : Oscar du meilleur acteur dans un second rôle pour All about Eve.
- Walk of Fame d'Hollywood 1960 : Etoile d'honneur

### Nomination
- Golden Globes 1951 : Golden Globe du meilleur acteur dans un second rôle pour All about Eve.